# Agence de sécurité intérieure de la Pologne
Pour les articles homonymes, voir ABW.
L'Agence de sécurité intérieure (ABW ou en polonais Agencja Bezpieczeństwa Wewnętrznego) est un service de renseignement polonais créé le 24 mai 2002 et issu de l'ex-Office de Protection de l'État. Il est placé sous l'autorité du Premier ministre.
Chargée de la protection de la sécurité intérieure de l'État et du respect de l'ordre constitutionnel, l'ABW exerce des missions de lutte contre la corruption, le terrorisme et le crime organisé, de contre-espionnage, de sauvegarde des intérêts économiques, de protection des informations classifiées et de sécurité informatique et électronique.
Elle dispose d'un réseau de 15 agences régionales.

## Liste des chefs de l'Agence
| Personnalité | Personnalité                            | Durée du mandat   | Durée du mandat   |
| #            | Prénom et nom                           | du                | au                |
| ------------ | --------------------------------------- | ----------------- | ----------------- |
| 1            | Andrzej Barcikowski (d)                 | 29 juin 2002      | 1 novembre 2005   |
| 2            | général Witold Marczuk (pl)             | 2 novembre 2005   | 11 septembre 2006 |
| 3            | Bogdan Święczkowski (pl)                | 11 septembre 2006 | 2 novembre 2007   |
| –            | Jerzy Kiciński (intérim)                | 2 novembre 2007   | 15 novembre 2007  |
| –            | Tomasz Klimek (intérim)                 | 15 novembre 2007  | 16 novembre 2007  |
| 4            | général Krzysztof Bondaryk (pl)         | 16 novembre 2007  | 15 janvier 2013   |
| 5            | général Dariusz Łuczak (pl)             | 15 janvier 2013   | 19 novembre 2015  |
| –            | colonel Piotr Pogonowski (pl) (intérim) | 19 novembre 2015  | 18 février 2016   |
| 6            | colonel Piotr Pogonowski                | 19 février 2016   | 2 février 2020    |
| 7            | colonel Krzysztof Wacławek (pl)         | 3 février 2020    | 19 décembre 2023  |
| -            | colonel Rafał Syrysko (d) (intérim)     | 19 décembre 2023  | 4 mars 2024       |
| 8            | colonel Rafał Syrysko (d)               | 5 mars 2024       | en fonction       |